# Ptilodexia carolinensis
Ptilodexia carolinensis är en tvåvingeart som beskrevs av Brauer och Julius Edler von Bergenstamm 1889. Ptilodexia carolinensis ingår i släktet Ptilodexia och familjen parasitflugor. Inga underarter finns listade i Catalogue of Life.